# Andy Mangels

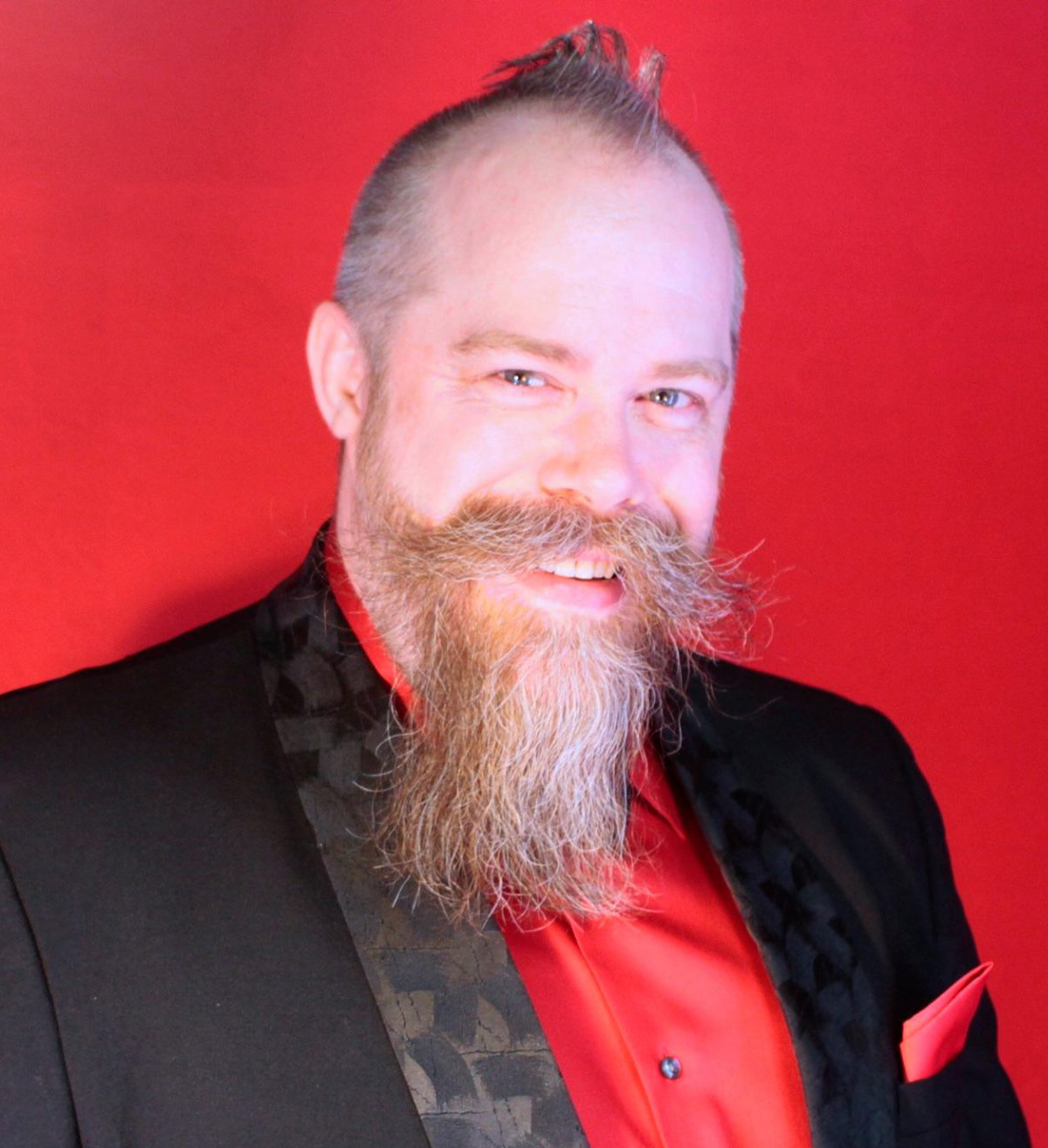
Andy Mangels, 2016

Andy Mangels (* 2. Dezember 1966 in Chicago) ist ein US-amerikanischer Science-Fiction-Schriftsteller. Er schrieb Romane, Comics, Artikel für Magazine und produzierte DVD-Sammlungen, die sich hauptsächlich auf Medien der Popkultur konzentrierten.

## Biografie
Als offen bekennender schwuler Mann ist er ein langjähriger Verfechter einer besseren Sichtbarkeit von schwulen und lesbischen Charakteren in verschiedenen Medien, insbesondere in Comics. einschließlich der Koordination und Moderation des jährlichen „Gays in Comics“-Panels für Comic Con International seit dem Start im Jahr 1988. Er ist der Gründer einer jährlichen Veranstaltung zum „Women of Wonder Day“, die über 136.000 USD an Geldern für Schutzräume für häusliche Gewalt gesammelt haben und verwandte Programme während seiner siebenjährigen Laufzeit. Seit 2011 hat er drei Bücher auf der Bestseller-Liste von USA Today. Mangels arbeitet als häusliche Pflegekraft für den Bundesstaat Oregon für ältere und behinderte Menschen. Er lebt mit seinem langjährigen Partner und jetzigem Ehemann Donald Hood und ihrer Hündin Lucy in Portland, Oregon.

## Bücher
Mangels hat eine Reihe von Referenzen für populäre Science-Fiction- und Popkultur-Medien verfasst. Dazu gehören Star Wars: The Essential Guide to Characters (veröffentlicht von Del Rey Books 1995), der auf der USA Today Bestseller-Liste erschien; Ein Großteil von Mangels Prosa hat spielt in Franchises, die im Fernsehen begonnen wurden. In Zusammenarbeit mit Michael A. Martin schrieb er eine Reihe von Star-Trek-Romanen, von denen zwei auf der Liste der meistverkauften Bücher von USA Today standen. Einer von ihnen, Star Trek: Section 31, war der erste Star-Trek-Roman, in dem homosexuelle Hauptfiguren auftraten.
Mangels und Martin haben gemeinsam auch eine Reihe von Romanen geschrieben, die als offizielle Fortsetzung von Star Trek: Enterprise nach der Absage der Fernsehserie dienen. Dazu gehören Last Full Measure, The Good That Men Do und Kobayashi Maru. Sie gründeten die Crew mit und schrieben die ersten beiden Romane der Serie Star Trek: Titan. Zusammen schrieben sie den Abschluss für die Ereignisse der Kult-Hit-Fernsehserie Roswell (die mit einem Cliffhanger geendet hatte) in den Romanen Pursuit und Turnabout. Mangels und Martin haben auch eine Geschichte zu Tales of Zorro beigetragen, die von Richard Dean Starr herausgegeben und 2008 von Moonstone Books veröffentlicht wurde.

## Comics
Seit den 1990er Jahren hat Mangels Comic-Geschichten und Textstücke für mehrere große Verlage geschrieben. Seine Arbeit für DC Comics umfasst das Schreiben für Justice League Quarterly, Who's Who in the DC Universe und Wonder Woman '77. Seine Marvel Comics enthalten Ausgaben von Star Trek: Deep Space Nine, Star Trek Unlimited, Mad Dog, Adventures of the X-Men und Adventures of Spider-Man. Für Dark Horse Comics schrieb er Boba Fett: Twin Engines of Destruction und für Wildstorm schrieb er eine Geschichte in Star Trek Special. Zu den von Image Comics veröffentlichten Comics gehören die Bloodwulf-Miniserie, Badrock & Company und Troll Halloween Special. Für Innovation schrieb er mehrere Verknüpfungen zu den Franchises Chucky, Nightmare und Zurück in die Vergangenheit. Für WaRP Graphics hat er Skripte für Elfquest beigesteuert. Seine Arbeiten für Topps beinhalten die Comic-Adaption von Jason Goes to Hell – Die Endabrechnung. Für die Platinum Studios schrieb es Super Larry, World's Toughest Man. Für Microsoft schrieb er die weltweit erste interaktive Webcomic-Serie RE-Man.
Mangels war von 1991 bis 1998 Herausgeber der Anthologie Gay Comix für die Ausgaben #14–25 (plus ein Special). Er trug selbst auch Geschichten bei, darunter die Schaffung eines frühen offen schwulen Superhelden namens Pride. Unter seiner Leitung änderte die Serie ihren Namen in Gay Comics (symbolisch Teil des Mainstreams statt der Underground-Comix-Szene), veröffentlichte mehrere Ausgaben pro Jahr, erhöhte die Seiten- und Deckungsraten und führte eine Nachdruckgebühr ein, setzte eine Geschlechtergleichheit durch, so dass 50 % männliche und 50 % weibliche Autoren schreiben und bringt gelegentlich sogar beliebte heterosexuelle Autoren mit, wie George Pérez und Sam Kieth, um den Umsatz zu steigern. Eine Geschichte, die Mangels für Gay Comics #19 von Alison Bechdel in Auftrag gegeben hatte, wurde später für Bechdels Fun Home-Graphic Novel erweitert, für die Bechdel ihm während ihrer Grundsatzrede auf dem Symposium Queers and Comics 2016 an der City University of New York dankte.
Mangels hat Sachbücher und Rezensionen – oft über die Schnittstelle von Comics und Hollywood – für Magazine wie Amazing Heroes, Alter Ego, Anime Invasion, Cinescape, Comics Buyer's Guide, Comics Interview, Comics Scene, Overstreet's FAN Magazin, Hero Illustrated, Marvel Age,  Marvel Vision, Sci-Fi Invasion, Sci-Fi Universe, SFX, Sketch, Starlog, Star Wars Galaxy Magazine, Star Wars Galaxy Collector, Toons, Wild Cartoon Kingdom und andere geschrieben. Er hat für internationale Magazine wie Dreamwatch, Edizione Star, Fantazia, Farscape Magazine, La Tomba Di Dracula, Star Trek Monthly, Star Wars Magazine und andere. Er schreibt regelmäßig für das TwoMorrows Magazine Beiträge zu Back Issue.
Im Jahr 2012 wurde Mangels auf der Comic-Con International mit dem Inkpot Award für herausragende Leistungen in den Comic-Künsten ausgezeichnet. Mangels präsentiert seit 1988 Panels auf der San Diego Comic-Con International.
Im Juli 2016 veröffentlichte die New York Times eine Story über Dynamite Entertainment, aus der hervorging, dass Mangels eine neue Miniserie für DC Comics schreibt: Wonder Woman '77 Meets The Bionic Woman, die die Fernsehfigur Lynda Carter mit Lindsay Wagner, der Fernseh-Superheldin der 1970er Jahre, zusammenbringt. Die Serie sollte im Herbst 2016 beginnen.

## DVD-Features
Seine DVD-Special-Features-Produktionsarbeit bestand hauptsächlich darin, frühere Kinderfernsehprogramme zu sammeln und wiederherzustellen und als Moderator für die Darstellungen zu dienen.
Mangels schrieb und inszenierte 16 halbstündige Dokumentarfilme für verschiedene Veröffentlichungen von He-Man and the Masters of the Universe für BCI Eclipse / Ink & Paint. Er lieferte auch Special Features-Inhalte, darunter das Hosten von Kommentartracks sowie andere Produktionsarbeiten und das Schreiben für die Sets.
Von 2006 bis 2008 drehte und schrieb Mangels auch Dokumentationen, Kommentartracks und lieferte Special Features-Inhalte für fast vierzig BCI Eclipse / Ink & Paint-Veröffentlichungen, einschließlich für She-Ra, Die Legende von Prinz Eisenherz, The New Adventures of Flash Gordon, Blackstar, Space Sentinels, The Freedom Force, Groovie Goolies, A Snow White Christmas, Journey Back to Oz, Defenders of the Earth – Die Retter der Erde, Ghostbusters, Ark II, Im Land der fantastischen Drachen, Mission: Magic!, Space Academy, Das geheime Leben von Waldo Kitty, Fraidy Cat, The New Adventures of Zorro, Der Lone Ranger – Reiter mit der Maske, Bravestarr, Snow White: Happily Ever After, Jason of Star Command, Hero High, The Ghost Busters, Fabulous Funnies und The Secrets of Isis.
Als BCI Eclipse 2008 geschlossen wurde, arbeitete Mangels für zwei andere Unternehmen, schrieb und inszenierte Dokumentarfilme und lieferte Kommentartracks und Produktionsarbeiten. Für Genius Products produzierte er The Archie Show und Archie's Funhouse. Für Time Life produzierte er ein Box-Set für The Real Ghostbusters.
Mangels Arbeit als DVD-Produzent brachte ihm große Anerkennung ein. war nicht nur Gast bei DVD-Panels auf der Comic-Con International in San Diego, sondern gewann auch seine Arbeit über The Best of He-Man and the Masters of the Universe einen Best 80s Series-Preis von Home Media Retailing bei ihren TVDVD Awards 2005.
Die Digital Bits-Website stellte in ihren Bitsy Awards 2006 fest, „… dass sich mit der Einstellung des DVD-Produzenten Andy Mangels für die Erstellung von Extras im Jahr 2006 einiges zum Positiven geändert hat. BCI / Eclipse ist jetzt führend mit ihren erstklassigen Veröffentlichungen nostalgischer TV-Favoriten am Samstagmorgen aus den 70er und 80er Jahren, die alle mit fantastischen Boni vollgestopft sind.“
Darüber hinaus hat Mangels Materialien zu mehreren Anchor Bay-DVDs beigetragen – darunter Beastmaster – Der Befreier, Highlander – Es kann nur einen geben, Elvira – Herrscherin der Dunkelheit, Eine demanzipierte Frau, Mord mit kleinen Fehlern und Can't Stop The Music – und hat Paramount und Warner Bros. mit verschiedenen DVD-Sets unterstützt.

## Weitere Auftritte
Mangels trat auf Theaterbühnen in den Theatern von Kalispell, Montana auf, einschließlich Rollen in Shows wie Brigadoon, A Christmas Carol, Once Upon A Mattress und Ira Levines Psycho-Thriller Veronica's Room. Er hat auch in Portland, Oregon mit Stumptown Stages in The Great American Trailer Park Christmas Musical, im JANE Theatre in Hullabaloo: The Little Frankenstein, im Coho Theatre in Mrs California und Magnolien aus Stahl und auf der Bühne des Lakewood Theatre in Der geheime Garten.
Darüber hinaus führte er seit Anfang der neunziger Jahre in Portland Spendenaktionen durch.
Mitte 2011 gründeten Mangels und sein Kollege Mark Brown aus Portland die Broadway Bears-Gesangsgruppe, um die Ungleichheit zwischen bärtigen und größeren Schauspielern anzugehen, die bei der Besetzung von Rollen bevorzugt werden. Die Gruppe der schwulen Darsteller, die sich als „Portland's Furriest Singers“ bewarben, repräsentierten die Subkultur der Bear Community in Kabarettkonzerten und sangen Live-Songs aus dem gesamten musikalischen Bereich von Bühne und Leinwand, die Männer und Frauen repräsentierten Songs, die von Comedy bis Pathos reichten und Soli, Duette, Trios und Gruppennummern aufführten. Die Broadway Bears haben bis zum Sommer 2016 sechs Konzertsets aufgeführt und treten bei lokalen Veranstaltungen auf, darunter bei den Peacock in the Park-Veranstaltungen.
Als Filmschauspieler hatte Mangels Auftritte in Fernsehserien wie Leverage, The Quest und Grimm. Er hat mehrere Male in Grimm mitgespielt, zuletzt in einer Zwei-Episoden-Folge im Jahr 2015 als Mitglied der „Wesenrein“-Gruppe. Er hat auch in mehreren Filmen und Fernsehspielen mitgewirkt, darunter Untraceable, Comic Book: The Movie, A Change of Heart, Total Reality und anderen.
Als Popkultur-Experte war er in zahlreichen Dokumentarfilmen zu sehen, darunter Shows für PBS, E!, Warner Bros. und anderen. Dazu gehören Wonder Women! The Untold Story of American Superheroines, FANatical, E! True Hollywood Story und Dokumentarfilme für Wonder Woman, Batman: The Animated Series, Batman TV-Serie, All-New Super Friends Hour, Wonder Woman (Zeichentrickfilm), DC Super Heroes: The Filmation Adventures, Batman: Gotham Knight und Never Sleep Again: The Elm Street Legacy.

## Aktivitäten
Mangels ist in der Schwulengemeinschaft aktiv, insbesondere in den Subkulturen Lederszene und in der Bear Community. Zuvor hatte er den Titel Mr. Oregon State Leather 2004 inne. Er hat mehrere nationale Pantheon of Leather Awards gewonnen: „Northwest Regional Award“ (1995, 2005 und 2011).
Von 1988 bis 2012 erstellte, moderierte und leitete er 25 Jahre lang das Panel „Gays In Comics“ auf der Comic-Con International in San Diego. Er ist Gründungsmitglied der gemeinnützigen GLBTQI-Organisation Prism Comics, die schwulen Comicfans und Profis betreut, und Mitglied des Beirats der Gruppe.
Als ordinierter Pfarrer der Universal Life Church führte Mangels im Juni 2016 Hochzeiten auf der Denver Comic Con durch. An der Hochzeit nahmen zehn Paare teil – heterosexuell, schwul, lesbisch und transgender –, die vor einer großen Menschenmenge heirateten.
Im Jahr 2019 war Mangels Gegenstand landesweiter und nationaler Aufmerksamkeit, als er und sein Mann nach einer Erhöhung der Miete um 113 % gezwungen waren, ein neues Zuhause zu finden. Die damit verbundene Öffentlichkeitsarbeit führte zur Verabschiedung von Gesetzen zur Kontrolle der Mieten im Bundesstaat Oregon, und Mangels wurde eingeladen, an der Unterzeichnung der Gesetzesvorlage durch Gouverneurin Kate Brown teilzunehmen.

## Bibliografie (Auswahl)

### Romane
alle gemeinsam mit Michael A. Martin.

#### Roswell
- 2 Skeletons in the Closet. Simon Pulse 2002, ISBN 0-689-85446-3.
- 7 Pursuit. Simon Pulse 2003, ISBN 0-689-85522-2.
- 8 Turnabout. Simon Pulse 2003, ISBN 0-689-86410-8.

#### Star-Trek-Universum
- Section 31: Rogue. Pocket Books 2001, ISBN 0-671-77477-8.
- Deep Space Nine: Cathedral. Pocket Books 2002, ISBN 0-7434-4564-3.
  - Kathedrale. cross cult 2008, Übersetzer Christian Humberg, ISBN 978-3-941248-57-1.
- The Lost Era: The Sundered: 2298. Pocket Books 2003, ISBN 0-7434-6401-X.
- 1 Titan: Taking Wing. Pocket Books 2005, ISBN 0-7434-9627-2.
  - Eine neue Ära. cross cult 2008, Übersetzerin Stephanie Pannen, ISBN 978-3-941248-01-4.
- 2 Titan: The Red King. Pocket Books 2005, ISBN 0-7434-9628-0.
  - Der rote Koenig. cross cult 2009, Übersetzerin Stephanie Pannen, ISBN 978-3-941248-02-1.
- Worlds of Star Trek Deep Space Nine Volume Two: Unjoined; Fragments and Omen. Pocket Books 2005, ISBN 0-7434-8352-9 (mit J. Noah Kym, Sammlung)
  - Star Trek – die Welten von Deep Space Nine. cross cult 2012, Übersetzer Christian Humberg, ISBN 978-3-86425-031-6.
- 10 Enterprise: Last Full Measure. Pocket Books 2006, ISBN 1-4165-0358-7.
  - Das höchste Maß an Hingabe. cross cult 2011, Übersetzer Bernd Perplies, ISBN 978-3-942649-72-8.
- 11 Enterprise: The Good That Men Do. Pocket Books 2007, ISBN 978-0-7434-4001-1.
  - Was Menschen Gutes tun. cross cult 2011, Übersetzer Bernd Perplies, ISBN 978-3-942649-42-1.
- 12 Enterprise: Kobayashi Maru. Pocket Books 2008, ISBN 978-1-4165-5480-6.
  - Kobayashi Maru. cross cult 2014, Übersetzer Bernd Perplies, ISBN 978-3-86425-299-0.
- Excelsior: Forged in Fire Pocket Books 2008, ISBN 978-1-4165-4716-7.

### Sachbücher
- Star Wars: The Essential Guide to Characters. Del Rey / Ballantine 1995, ISBN 0-345-39535-2.[5]
- Beyond Mulder and Scully: The Mysterious Characters of The X-Files. Citadel Press 1997, ISBN 0-8065-1933-9.
- From Scream To Dawson's Creek: The Phenomenal Career of Kevin Williamson. Renaissance Books 2000, ISBN 1-58063-122-3.
- Animation on DVD: The Ultimate Guide. Stone Bridge Press 2003, ISBN 1-880656-68-X.
- Iron Man: Beneath The Armor. Del Rey 20058, ISBN 0-345-50615-4.
- Lou Scheimer: Creating The Filmation Generation. TwoMorrows 2012, ISBN 1-893905-96-9. (mit Lou Scheimer)